# Chenommet
Chenommet è una frazione del comune di Aunac-sur-Charente, nel dipartimento della Charente, nella regione della Nuova Aquitania; in precedenza comune autonomo, il 1º gennaio 2017 è confluito insieme agli ex comuni di Aunac e Bayers nel nuovo comune di Aunac-sur-Charente.

## Società

### Evoluzione demografica
Abitanti censiti